# Gama (Balavé)
Pour les articles homonymes, voir Gama.
Gama est une commune rurale située dans le département de Balavé de la province des Banwa au Burkina Faso.